# Iranska riksförbundet
Iranska Riksförbundet i Sverige (IRIS) är en politiskt och religiöst obunden, ideell organisation. Förbundet är organiserat genom frivilligt medlemskap och grundades officiellt i april 1994, genom sammanslagning av olika iranska föreningar och enskilda personer med säte i Stockholm. Det är i dag en väletablerad och erkänd riksorganisation i Sverige med 82 medlemsföreningar spridda över 17 olika orter runt om i landet.